# Jean-Yves Cendrey
Jean-Yves Cendrey, né le 11 septembre 1957 à Nevers, est un écrivain français. Il est marié à l’écrivaine française et prix Goncourt Marie NDiaye.
Jean-Yves Cendrey a écrit pour le théâtre, la radio, le cinéma, et a publié plus d'une vingtaine d’ouvrages – romans, nouvelles et pièces de théâtre –, parus depuis 1988 pour l’essentiel aux éditions P.O.L et aux éditions de l’Olivier.

## Biographie
Il est né en 1957 à Nevers, dans la Nièvre, d'un père militaire (dont il raconte la violence et l'alcoolisme dans un de ses livres,) et d'une mère comptable.
En 1975, il obtient son bac, s’inscrit en fac de Lettres à Poitiers, puis en Histoire de l’art à Bordeaux, ensuite voyagera beaucoup et écrira, mais sans proposer son travail d'écriture à publication. Sa plume est alors influencée par James Joyce et Antonin Artaud et annonce les prémices d'« une littérature incisive, emportée, qui fouille avec une langue incroyablement maîtrisée les médiocrités familiales, les lâchetés vicinales et les tourments mesquins de la vie contemporaine » et qui décrit « l'absurdité comique de la vie matérielle ».
En 1985, à l'âge de 28 ans, il découvre le premier livre d’une jeune romancière prodige – Quant au riche avenir, –, Marie Ndiaye (plus tard NDiaye), écrit l'année précédente à l'âge de 17 ans,. Ils correspondent, se rencontrent, et Jean-Yves Cendrey dira d'elle : « Elle était une reine dans son château. J’étais un chemineau, un indigent de l’écriture. »,. Elle est éditée aux Éditions de minuit et lui verra son premier roman publié trois ans plus tard aux Éditions P.O.L.
Jean-Yves Cendrey et Marie NDiaye se marient en 1991.
Parents de trois enfants,,, ils vivent une existence tranquille et nomade, successivement à La Rochelle, Paris, Barcelone, Rome, Cormeilles en Normandie (dès 1994), La Réole en Gironde (de 2001 à 2007), Berlin, l'île de Marie-Galante, puis en 2013 à Barie, petit village girondin, près de La Réole. 

### L'affaire Lechien
C'est à Cormeilles, ce village de Normandie où il est installé avec sa famille, qu'au début de l'année 2001 Cendrey confronte l'instituteur du village, accusé d'abus sur ses élèves, et le conduit à la gendarmerie le 6 février 2001. Il ressort des auditions de 240 élèves que 38 d'entre eux ont été agressés sexuellement par cet instituteur de CP et conforte l'intervention et la ferme résolution de l'écrivain,. Cette expérience lui inspire le livre Corps ensaignant, une fiction qui dénonce l'inaction de la police et de l'éducation nationale face aux violences répétées de deux instituteurs.

### Polémique et installation à Berlin
En 2007, Jean-Yves Cendrey et son épouse, la romancière Marie NDiaye, décident de quitter temporairement la France, avec leurs enfants, pour s'installer à Berlin et donnent comme une des raisons de leur départ, l'élection à la présidence de la République de Nicolas Sarkozy, ce qui déclenche une controverse avec certains élus de droite.
Le 2 novembre 2009, Marie NDiaye devient la lauréate du plus prestigieux prix littéraire français, le prix Goncourt – pour son onzième roman Trois Femmes puissantes – or, dans le cadre d'une interview du 18 août 2009,, l'écrivaine avait qualifié le gouvernement de Nicolas Sarkozy (en particulier les ministres Besson et Hortefeux) de « monstrueux »,,, ce qui suscite aussitôt le prix décerné une vive polémique politico-médiatique,,, – enflée par une question écrite du député Éric Raoult,,, –, ainsi qu'une réaction de la part de Cendrey,, le soutien de personnalités du monde littéraire,, un communiqué, et la sympathie de la cheffe de file des socialistes (Martine Aubry), et une réponse explicite à l'affaire de la principale intéressée,,,. 
Après cet incident retentissant, le couple confirme vouloir clore le débat et rester loin du buzz médiatique, à Berlin,, où « l'atmosphère est plus exaltante » (dixit Marie NDiaye),, se refusant cependant à qualifier leur départ de « forme d'exil politique »,,.

### Sensibilité électromagnétique
En janvier 2012, alors qu’il travaille à un nouveau livre, Jean-Yves Cendrey est affecté de troubles physiques intenses et persistants. Alors que les médecins demeurent impuissants à délivrer un diagnostic, l’écrivain réalise progressivement être sensible aux environnements saturés d’ondes électromagnétiques et faire partie de la catégorie des “sujets électrosensibles”,.
Son roman Schproum, paru en octobre 2013 aux éditions Actes Sud, revient sur la manière dont il a dû abandonner l'écriture de son livre à cause de douleurs violentes, de malaises, de migraines, d'acouphènes et d'un mal-être général, signes de son hyper-sensibilité électromagnétique,.

## Œuvres

### Romans et nouvelles
- Principes du cochon, P.O.L, Paris, 1988
- Atlas menteur, P.O.L, 1989
- Les morts vont vite, P.O.L, 1991
- Oublier Berlin, P.O.L, 1994
- Trou-Madame, P.O.L, 1997
- Les Petites Sœurs de sang, Éditions de l'Olivier, 1999
- Parties fines, Mille et une nuits, 2000
- Une simple créature, Éditions de l'Olivier, 2001
- Conférence alimentaire, L'Arbre vengeur, 2004
- Les Jouets vivants, Éditions de l'Olivier, 2005
- Corps ensaignant, Gallimard, 2007
- Les Jouissances du remords, Éditions de l'Olivier, 2007
- La maison ne fait plus crédit, Éditions de l'Olivier, 2008
- Honecker 21, Actes Sud, 2009[1]
- Le Japon comme ma poche, L'Arbre vengeur, 2009
- Mélancolie vandale, Actes Sud, 2011
- Schproum. Roman avorté et récit de mon mal, Actes Sud, 2013[30]
- La France comme ma poche, L'Arbre vengeur, 2016 (de Willy von Beruf – traduction française)

### Théâtre
- Providence, dans Puzzle, Jean-Yves Cendrey et Marie NDiaye, Comp'Act, 2001[4]
- Toute vérité, dans Puzzle, Jean-Yves Cendrey et Marie NDiaye, Gallimard, 2007[4]
- Le Survivant, dans Puzzle, Jean-Yves Cendrey et Marie NDiaye, Gallimard, 2007[4]
- Pauvre maison de nos rêves, Éditions Lansman, Carnières, Belgique, 2009
- L'Herbe tendre, Actes Sud, coll. « Papiers », Arles, France, 2010